# St. Michael am Gurtstein

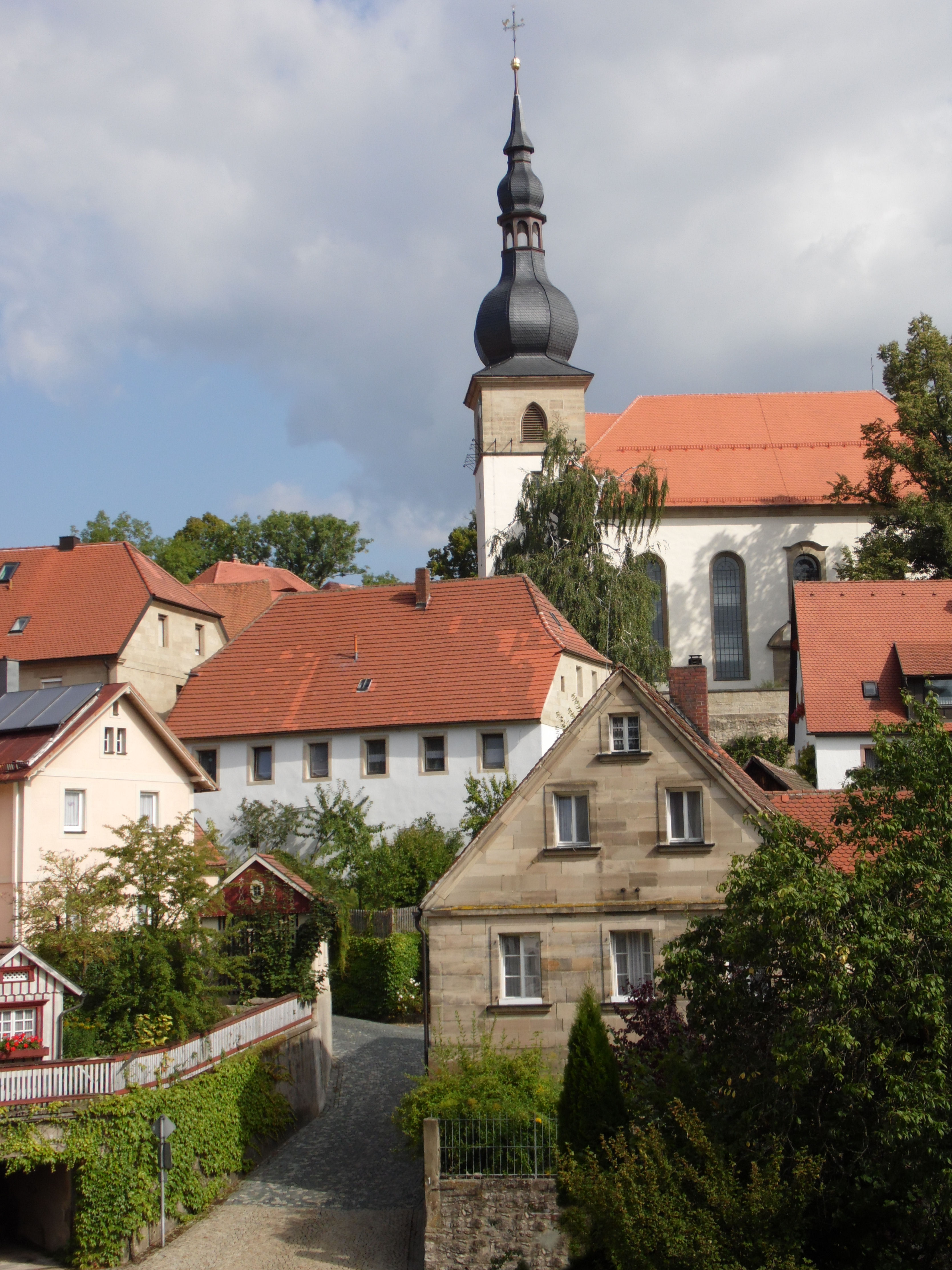
St. Michael am Gurtstein

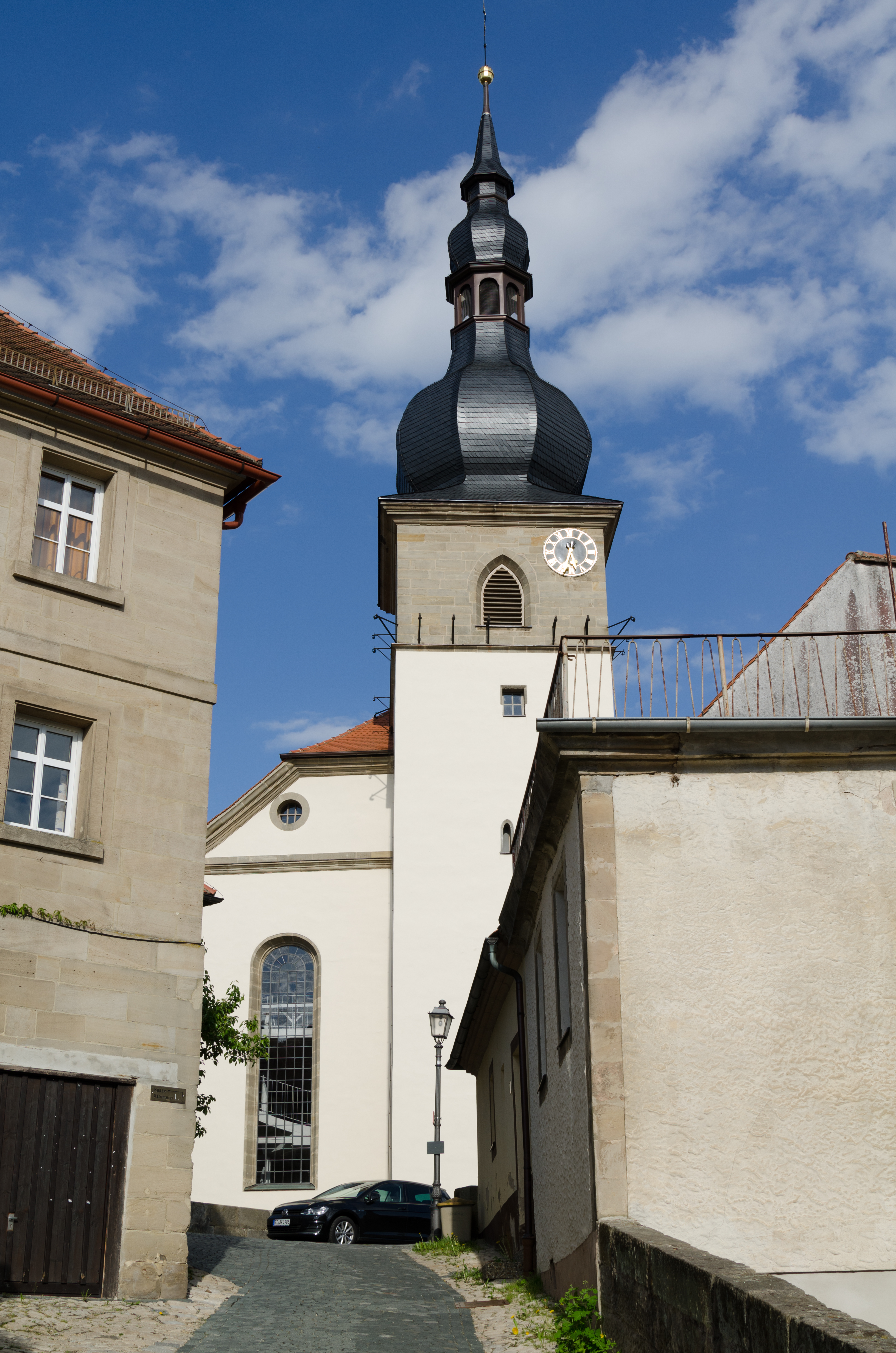
Ansicht von Westen

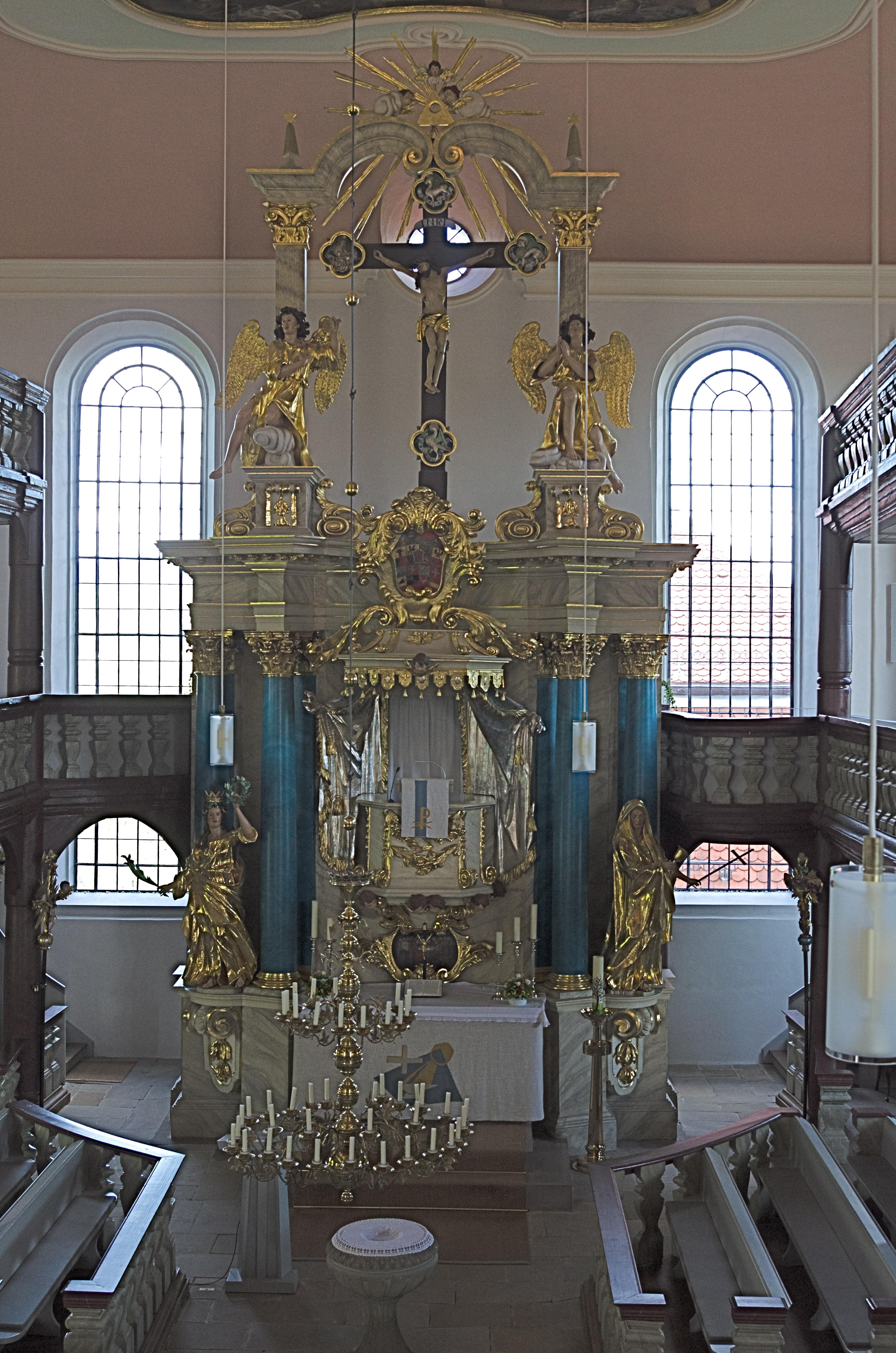
Kanzelaltar

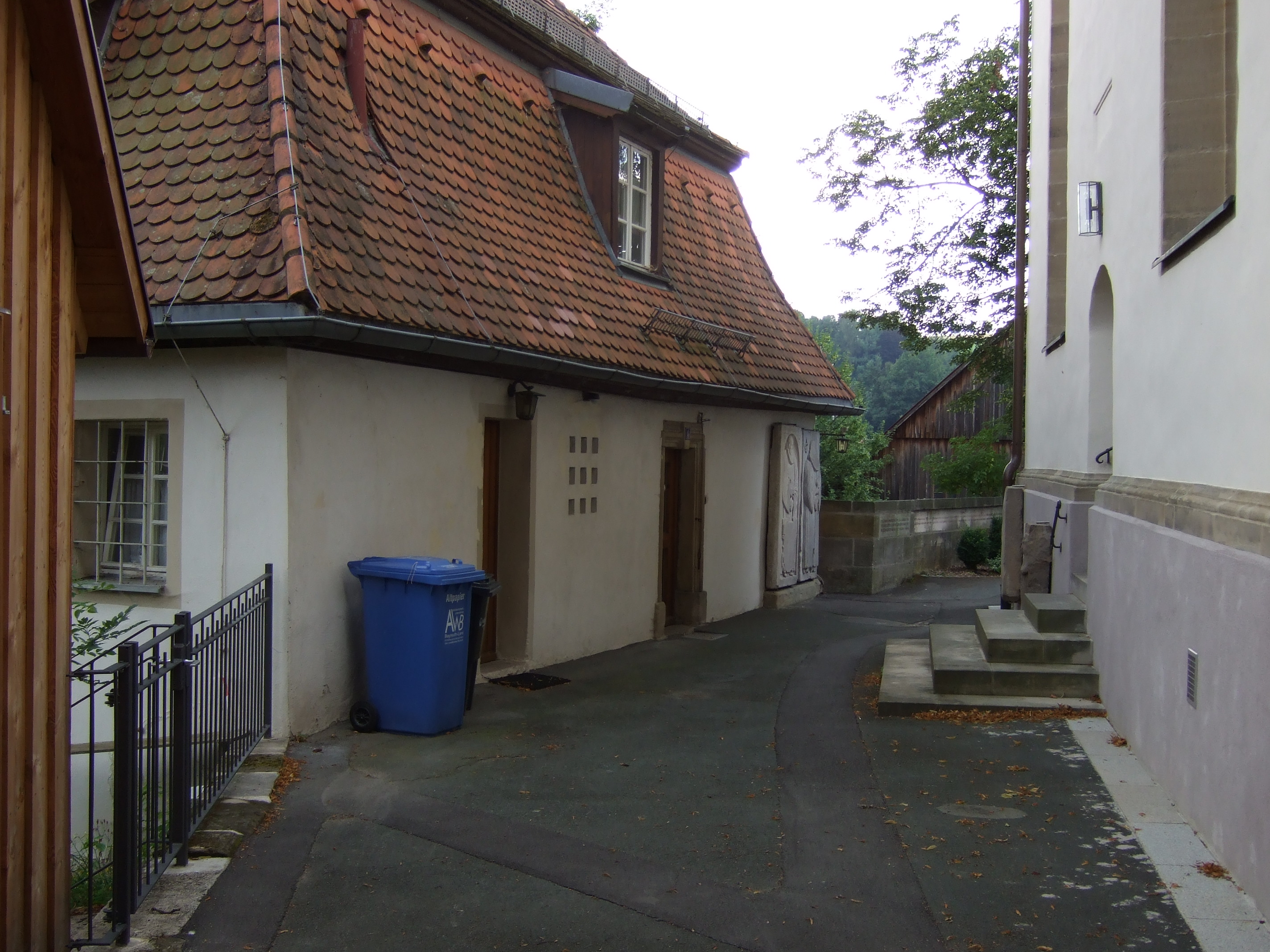
Pfarrhaus hinter der Rückfront der Kirche

St. Michael am Gurtstein ist eine evangelisch-lutherische Markgrafenkirche des oberfränkischen Marktes Weidenberg. Sie steht am Rand des Obermarktes auf der Anhöhe Gurtstein oberhalb des Tals der Warmen Steinach.

## Vorgeschichte
Die Kirche hat ihren Ursprung in einer Kapelle im Wehr- und Verwaltungssitz der Adelsfamilie der Herren von Weidenberg auf dem Gurtstein aus der Mitte des 12. Jahrhunderts. Um 1430 wurden der Ort und die Burg von den Hussiten zerstört. 1446 übernahm Adrian von Künsberg den Weidenberger Herrschaftssitz. Anstelle der einstigen Burgkapelle entstand um 1450 die erste Sankt-Michaels-Kirche, eine dreischiffige Pfeilerkirche im gotischen Stil. 1529 wurde in Weidenberg das lutherische Bekenntnis eingeführt. Während des Dreißigjährigen Kriegs vernichteten 1637 Brände Teile der Kirche, 1713 wurde sie für baufällig erklärt.

## Geschichte
1717 begann der Neubau des Langhauses im Markgrafenstil, dessen Fertigstellung und weitere Umbauten zogen sich Jahrzehnte hin. 1723 stockte der Bau wegen Geldmangels, was Bauschäden zur Folge hatte. Trotzdem konnte das Langhaus mit seiner spätgotischen Einrichtung fertiggestellt werden. Ab 1769 wurde der desolate Bau erneuert und die heutige Kirche 1771 vollendet. Großzügig mit Geldmitteln und Bauholz unterstützt wurde dieser Neubau vom Markgrafen Christian Friedrich Karl Alexander, dessen Initialen über dem Brautportal angebracht wurden. Die Innenausstattung wurde erst 1781 endgültig fertiggestellt.
Seitdem wurde die Kirche mehrmals, zuletzt in den Jahren 1969/70, renoviert. Am 29. Juli 2012 wurde eine Generalsanierung erfolgreich abgeschlossen.

## Beschreibung
St. Michael am Gurtstein ist eine Saalkirche mit einem rechteckigen Grundriss. Die Hochfenster weisen runde Bögen auf, die Decke über dem Kranzgesims ist als Spiegelgewölbe ausgeführt. Über drei Seiten verläuft eine Doppelempore, was zu einer Kapazität von 650 Sitzplätzen führt. Das Langhaus besteht aus verputztem Brockenmauerwerk, der 40 Meter hohe fünfgeschossige Turm, dessen Kreuzrippengewölbe noch von der Vorgängerkirche stammt, aus Sandsteinquadern.
Zur Ausstattung gehört ein Kanzelaltar, der im Kern vom Hofbildhauer Elias Räntz und dessen Sohn Johann Gabriel gefertigt wurde. Im Juni 1730 erhielt der Bayreuther Hofmaler Johann Peter Langheinrich den Auftrag, den neuen Altar zu bemalen, der ab 1771 vermutlich durch Johann Gottlieb Riedel erweitert wurde. Sein viersäuliger Holzaufbau mit Marmorierung ist frühklassizistisch, im Mittelfeld befindet sich – charakteristisch für die Markgrafenkirchen – die Kanzel. Zwei lebensgroße, vergoldete Holzfiguren zwischen den Säulen symbolisieren das Leid bzw. die Freude und den Triumph. Das von zwei anbetenden Engeln flankierte gotische Kruzifix im Auszug des Altars, um 1500 entstanden, ist der einzige erhaltene Gegenstand der ersten Kirche.
Die Orgel wurde vermutlich um 1725 von der Orgelbauerfamilie Purucker aus Marktleuthen erbaut. Um 1857 sowie 1870 – nach starkem Wurmfraß – wurde sie umfangreich repariert. Eine umfassende Restaurierung wurde ihr in den Jahren 1994/95 zuteil; die aktuelle Farbgebung entstand bei einer Generalsanierung im Jahr 2012. Das dreiteilige Deckengemälde, ein Ölgemälde auf Putz, entstand zwischen 1775 und 1780 durch den Hofmaler Johann Franz Gout. Das Mittelbild zeigt in geschweifter Rahmung die Geburt Christi, über der Orgel ist seine Taufe zu sehen. An der Decke über dem Altar ist das Abendmahl Jesu dargestellt.
Mehrere Grabdenkmäler blieben erhalten. Sie stammen hauptsächlich von der Familie von Künsberg, andere von Pfarrern des 16. bis 18. Jahrhunderts. In einer Familiengruft unter dem nordöstlichen Kirchenschiff ruhen dreizehn Familienmitglieder der Herrschaften von Lindenfels, die dort zwischen 1673 und 1770 bestattet wurden. Der Zugang zu ihrer Gruft wurde 1967 verschlossen. Unter dem Kirchenhof befinden sich weitere Grüfte; Bewohner der vornehmeren Familien Weidenbergs und die Pfarrer wurden bis 1821 dort bestattet.
Unmittelbar hinter der Kirche steht am Hang das Pfarrhaus. Ein Denkmal für die Gefallenen des Ersten Weltkriegs steht an der Südseite der Kirche; dahinter wurden in die den Hof umrahmende Mauer die Namen der Gefallenen des Zweiten Weltkriegs eingelassen.
Die Kirche, die Kirchhofmauer und die angrenzende Bogenbrücke stehen unter Denkmalschutz.